# Поусат (город)
Поусат (кхмер. ពោធិសាត់) — город на западе центральной части Камбоджи. Административный центр провинции Поусат.

## География
Расположен к северо-западу от столицы страны, города Пномпень, к югу от озера Тонлесап. Абсолютная высота — 17 метров над уровнем моря.

## Население
По данным на 2013 год численность населения составляет 26 430 человек.
| 1987   | 2008   | 2013   |
| ------ | ------ | ------ |
| 16 000 | 25 650 | 26 430 |

## Экономика
Поусат — центр крупного сельскохозяйственного региона. Вблизи города осуществляется добыча мрамора.

## Транспорт
Через город проходит железная дорога, соединяющая Бангкок и Пномпень.